# والت ديكرسون
والت ديكرسون (بالإنجليزية: Walt Dickerson)‏ هو عازف جاز أمريكي، ولد في 16 أبريل 1931 في فيلادلفيا في الولايات المتحدة، وتوفي في 15 مايو 2008.

## وصلات خارجية
- والت ديكرسون على موقع ميوزك برينز (الإنجليزية)
- والت ديكرسون على موقع أول ميوزيك (الإنجليزية)
- والت ديكرسون على موقع ديسكوغز (الإنجليزية)